# Conservatieve Partij (Roemenië)
De Conservatieve Partij (Roemeens: Partidul Conservator), was een Roemeense politieke partij. Bij de parlementsverkiezingen van 28 november 2004 verwierf de partij 19 zetels in de Kamer van Afgevaardigden en 11 in de Senaat. Van 2012 tot 2015 maakte de PC deel uit van de regering Ponta. In 2015 fuseerde de PC met de Hervormde Liberale Partij tot de ALDE.

## Geschiedenis
De Conservatieve Partij (PC) werd op 18 december 1991 als Humanistische Partij van Roemenië (Partid Umanist Român, PUR). De oprichter van de partij is de miljonair Dan Voiculescu. Voiculescu is eigenaar van diverse tv-zenders en kranten, waaronder Jurnalul Național en Gazeta Sporturilor. In 2000 ging de PUR een verbond aan met de Partij van Sociaaldemocratie in Roemenië (PDSR). De PDSR won de parlementsverkiezingen van 26 november 2000 en Adrian Năstase, de voorzitter van de PDSR vormde een regering met de Sociaaldemocratische Partij van Roemenië (PSDR) en de PUR. Er werd een lid van de PUR als minister voor Midden- en Kleinbedrijf in het kabinet opgenomen. Echter, na twee jaar werd deze ministerspost afgeschaft en trok de PUR zich uit de regering terug.
Bij de lokale verkiezingen van juni 2004 boekte de PUR een aanzienlijke winst en verkreeg 6% van de stemmen. In de stad Bacău boekte de PUR haar grootste succes. De PUR had in de verkiezingsstrijd vooral kritiek uitgeoefend op de lokale "partijbaronnen" van de Sociaaldemocratische Partij (opvolger van de PDSR) in de Bacău, hetgeen bijdroeg aan de verkiezingswinst. Verbazingwekkend mag het dan wel worden genoemd dat de PUR na de verkiezingen in Bacău juist een coalitie aanging met de PSD. De nieuw gekozen PUR-burgemeester van die stad, Romeo Stavarache, vond de coalitie zo ongeloofwaardig dat hij overstapte naar de Nationaal-Liberale Partij.
In november 2004 vormden de PSD en de PUR de verkiezingsalliantie Nationale Unie PSD + PUR. De parlementsverkiezingen van 28 november 2004 werden gewonnen door de Nationale Unie, maar de presidentsverkiezingen van 13 december 2004 werden gewonnen door de Traian Băsescu van de Alliantie van Recht en Waarheid (DA). De nieuwe president wilde geen premier benoemen die lid was van de Nationale Unie en probeerde de PUR los te weken van die alliantie. Aanvankelijk bleek de PUR niet bereid uit de Nationale Unie te stappen, maar nadat Adrian Năstase en Nicolae Văcăroui, allebei lid van de PSD, tot voorzitters van de twee kamers van het parlement waren gekozen (resp. de Kamer van Afgevaardigden en de Senaat), besloot de PUR toch over te stappen naar de DA, omdat de partij anders geheel buitenspel zou raken. Kort na de overstap van de PUR naar de DA werd er op 25 december 2004 een regering gevormd onder Călin Popescu-Tăriceanu.
Op 7 mei 2005 werd de partijnaam gewijzigd in Conservatieve Partij (PC) en nam de partij een conservatief programma aan dat afwijkt van het eerdere, sociaal-liberale programma. In 2008 sloot de partij een alliantie met de centrumlinkse Sociaaldemocratische Partij voor de lokale-, landelijke- en Europese verkiezingen. In 2010 werd Daniel Constantin verkozen tot partijvoorzitter. In 2010 vormde de PC, PSD en de PNL een alliantie onder de naam Sociaal-Liberale Unie (Uniunea Social Liberală (USL)). In 2011 sloot de partij tevens een alliantie met de PNL onder de naam Centrum Rechtse Alliantie (ACD of beter bekend onder de afkorting PNL-PC), deze alliantie gold echter niet voor de Europese delegaties van beide partijen die ieder in een andere Europese fractie zaten. In 2012 wist de USL een meerderheid te verkrijgen binnen het parlement, waarna men een regering vormde onder leiding van PSD leider Victor Ponta. De PC verkreeg één ministerspost (Daniel Constantin als Minister van landbouw en landelijke ontwikkeling). In 2013 werd de ACD alliantie ontbonden en stapte de PNL ook uit de USL en daarmee uit de regering.
In 2015 ging de PC samen met de in 2014 opgerichte PLR van Călin Popescu-Tăriceanu onder de naam Alliantie van Liberalen en Democraten (ALDE). Het kwam partijleider Daniel Constantin op kritiek te staan. Europarlementariër Maria Grapini stapte uit de partij en sloot zich aan bij de afgesplitste Humanistische Kracht Partij (PPU-SL) onder leiding van Alfred-Laurenţiu-Antonio Mihai, senator namens Boekarest sector 7 sinds 2014.

## Ideologie
De PC is een partij die rechts van het midden staat. De partij is voorstander van een vrije markteconomie, Europese integratie, solidariteit en nationalisme. Het nationalisme van de PC is echter niet chauvinistisch. De PC presenteert zichzelf ook als "familie" of "gezinspartij" en partij van "familiewaarden."

## Verkiezingsresultaten Kamer van Afgevaardigden 2000-heden
| Zetelverdeling 2000-heden   |
| --------------------------- |
| 2000: 6                     |
| 2004: 19                    |
| 2008: 4 (alliantie met PSD) |

## Partijprominenten
- Dan Voiculescu
- Codruț Șereș
- Gheorghe Copos

## Voorzitter
- Dan Voiculescu – 1991 - 2008
- Daniela Popa - 2008 - 2010
- Daniel Constantin — 2010 - 2015

## Verwijzing
1. ↑  [Het is opvallend dat Băsescu de overstap van de PUR naar de DA later zou kwalificeren als "immoreel."]
2. ↑  nineoclock.ro - New party on Romanian political stage: ALDE - 19 juni 2015. Gearchiveerd op 7 maart 2016.
3. ↑  Conservative Party splits up, PPU-SL to be set up - 10 juni 2015